# Elias Cobbaut
Elias Cobbaut (ur. 24 listopada 1997 w Mechelen) – belgijski piłkarz grający na pozycji lewego obrońcy. Od 2023 jest piłkarzem klubu Mechelen, do którego jest wypożyczony z Parmy.

## Kariera klubowa
Swoją karierę piłkarską Cobbaut rozpoczynał w juniorach takich klubów jak: KV Mechelen (2002-2012) i KRC Mechelen (2012-2013). W barwach KRC zadebiutował 1 lutego 2014 w wygranym 6:2 meczu trzeciej ligi belgijskiej ze Standaardem Wetteren. Był to jego jedyny mecz w barwach KRC.
Latem 2014 roku Cobbaut przeszedł do KV Mechelen. Swój debiut w nim zaliczył 13 sierpnia 2016 w zremisowanym 0:0 domowym meczu z KV Kortrijk. W sezonie 2017/2018 spadł z Mechelen z pierwszej do drugiej ligi.
Po spadku Mechelen Cobbaut w lipcu 2018 przeszedł do Anderlechtu, a suma transferu wyniosła 3 miliony euro. 28 lipca 2018 zadebiutował w barwach Anderlechtu w wygranym 4:1 wyjazdowym spotkaniu z KV Kotrtijk.
28 sierpnia 2021 Cobbaut został wypożyczony do włoskiego klubu Parma Calcio 1913, grającego w Serie B. Swój debiut w nim zaliczył 29 sierpnia 2021 w wygranym 1:0 domowym meczu z Benevento Calcio.
| Sezon   | Klub           | Kraj   | Rozgrywki       | Mecze | Gole |
| ------- | -------------- | ------ | --------------- | ----- | ---- |
| 2013/14 | KRC Mechelen   | Belgia | Nationaal 1     | 1     | 0    |
| 2014/15 | KV Mechelen    | Belgia | Eerste klasse A | 0     | 0    |
| 2015/16 | KV Mechelen    | Belgia | Eerste klasse A | 0     | 0    |
| 2016/17 | KV Mechelen    | Belgia | Eerste klasse A | 17    | 0    |
| 2017/18 | KV Mechelen    | Belgia | Eerste klasse A | 29    | 1    |
| 2018/19 | RSC Anderlecht | Belgia | Eerste klasse A | 12    | 0    |
| 2019/20 | RSC Anderlecht | Belgia | Eerste klasse A | 24    | 0    |
| 2020/21 | RSC Anderlecht | Belgia | Eerste klasse A | 13    | 0    |

## Kariera reprezentacyjna
Cobbaut występował w reprezentacji Belgii U-21. W 2019 roku wystąpił z nią na Mistrzostwach Europy U-21. W reprezentacji Belgii zadebiutował 19 listopada 2019 w wygranym 6:1 meczu eliminacji do Euro 2020 z Cyprem, rozegranym w Brukseli.